# Bruno Mondi
Bruno Mondi est un directeur de la photographie allemand, né le 30 septembre 1903 à Schwetz (Prusse, actuellement Świecie en Pologne), mort le 18 juillet 1991 à Berlin.

## Biographie
Premier assistant opérateur sur Les Trois Lumières de Fritz Lang en 1921, Bruno Mondi devient chef opérateur à l'occasion d'un film muet d'Erich Schönfelder sorti en 1925. Jusqu'en 1964, il dirige les prises de vues de cent-treize films, majoritairement allemands (plus quelques films autrichiens et des coproductions).
Durant sa carrière, il travaille notamment avec les réalisateurs Richard Eichberg (dix-huit films, dont un comme premier assistant opérateur et deux comme cadreur), Erich Engel (huit films, dont une adaptation en 1935 de la pièce Pygmalion de George Bernard Shaw), Veit Harlan (douze films, dont celui de propagande nazie Le Juif Süss en 1940, avec Ferdinand Marian et Kristina Söderbaum), Wolfgang Liebeneiner (six films, dont Kolberg en 1945, avec Kristina Söderbaum), Ernst Marischka (neuf films, dont la trilogie des Sissi, avec Romy Schneider et Karlheinz Böhm), ou encore Hans H. Zerlett (trois films, dont Les étoiles brillent en 1938, avec Paul Verhoeven et Karel Stepanek).
Fait particulier, il est directeur de la photographie sur Sa Majesté se marie d'Erich Engel (1936), puis sur son remake de 1954, Les Jeunes Années d'une reine d'Ernst Marischka (avec Romy Schneider).

## Filmographie partielle
(films allemands, comme directeur de la photographie, sauf mention contraire)
- 1921 : Les Trois Lumières (Der müde Tod) de Fritz Lang (premier assistant opérateur)
- 1925 : Die Frau mit dem Etwas d'Erich Schönfelder
- 1927 : Durchlaucht Radieschen de Richard Eichberg
- 1928 : Die Leibeigenen de Richard Eichberg
- 1930 : Der Weg zur Schande de Richard Eichberg
- 1930 : The Flame of Love de Richard Eichberg et Walter Summers (film germano-britannique ; version anglaise de Der Weg zur Schande)
- 1930 : Hai-Tang de Richard Eichberg et Jean Kemm (film franco-allemand ; version française de Der Weg zur Schande)
- 1930 : Oiseaux de nuit (Der Greifer) de Richard Eichberg
- 1930 : Night Birds de Richard Eichberg (film germano-britannique ; version anglaise de Der Greifer)
- 1931 : Les Bas-fonds de Hambourg ou Casse-cou (Der Draufgänger) de Richard Eichberg
- 1931 : Die Bräutigamswitwe de Richard Eichberg
- 1931 : Let's Love and Laugh de Richard Eichberg (film germano-britannique ; version anglaise de Die Bräutigamswitive)
- 1932 : Unmögliche Liebe d'Erich Waschneck
- 1933 : Tout mon coeur Veronika (Gruß und Kuß - Veronika) de Carl Boese
- 1933 : Heut' kommt's drauf an de Kurt Gerron
- 1933 : Heimkehr ins Glück de Carl Boese
- 1934 : Da stimmt was nicht (de) d'Hans H. Zerlett
- 1934 : Ich kenn' dich nicht und liebe dich de Géza von Bolváry
- 1934 : Toi que j'adore de Géza von Bolváry et Albert Valentin (version française de Ich kenn' dich nicht und liebe dich)
- 1935 : Frischer Wind aus Kanada d'Erich Holder et Heinz Kenter
- 1935 : Jonny, haute-couture de Serge de Poligny (film franco-allemand ; version française de Frischer Wind aus Kanada)
- 1935 : Nacht der Verwandlung d'Hans Deppe
- 1935 : Pygmalion d'Erich Engel
- 1935 : L'Étudiant de Prague (Der Student von Prag) d'Arthur Robison
- 1936 : Sa Majesté se marie (Mädchenjahre einer Königin) d'Erich Engel
- 1937 : La Chauve-Souris (Die Fledermaus) de Paul Verhoeven et Hans H. Zerlett
- 1937 : Fridericus de Johannes Meyer
- 1938 : Jeunesse (Jugend) de Veit Harlan
- 1938 : Les étoiles brillent (Es leuchten die Sterne) d'Hans H. Zerlett
- 1938 : Toi et moi (Du und ich) de Wolfgang Liebeneiner
- 1939 : Cœur immortel (Das unsterbliche Herz) de veit Harlan
- 1939 : Le Voyage à Tilsit (en) (Die Reise nacht Tilsit) de Veit Harlan
- 1940 : Étoile de Rio (Stern von Rio) de Karl Anton
- 1940 : Le Juif Süss (Jud Süß) de Veit Harlan
- 1940 : Bismarck de Karl Anton
- 1942 : Le Grand Roi (Der große König) de Veit Harlan
- 1942 : La Ville dorée (Die goldene Stadt) de Veit Harlan
- 1943 : Le Lac aux chimères (en) (Immensee) de Veit Harlan
- 1945 : Kolberg de Veit Harlan et Wolfgang Liebeneiner
- 1947 : Wozzeck de Georg C. Klaren
- 1949 : Rotation de Wolfgang Staudte
- 1949 : Der Biberpelz d'Erich Engel
- 1950 : Das kalte Herz de Paul Verhoeven
- 1951 : Sensation in San Remo de Georg Jacoby
- 1952 : Pension Schöller de Georg Jacoby
- 1953 : Sous le ciel d'Italie (Südliche Nächte) de Robert A. Stemmle
- 1953 : Le Masque bleu (Maske in Blau) de Georg Jacoby
- 1954 : Les Jeunes Années d'une reine (Mädchenjahre einer Königin) d'Ernst Marischka (film autrichien)
- 1954 : Prison d'amour (Gefangene der Liebe) de Rudolf Jugert
- 1955 : Mam'zelle Cri-Cri (Die Deutschmeister) d'Ernst Marischka (film autrichien)
- 1955 : Sissi d'Ernst Marischka (film autrichien)
- 1956 : Sissi impératrice (Sissi - Die junge Kaiserin) d'Ernst Marischka (film autrichien)
- 1957 : Sissi face à son destin (Sissi - Schicksalsjahre einer Kaiserin Sissi) d'Ernst Marischka (film autrichien)
- 1957 : Casino de Paris d'André Hunebelle (film franco-germano-italien)
- 1957 : Vacances au Tyrol (Das Schloß in Tirol) de Géza von Radványi
- 1958 : La Maison des trois jeunes filles (Das Dreimäderlhaus) d'Ernst Marischka (film germano-autrichien)
- 1958 : Mademoiselle Scampolo (Scampolo) d'Alfred Weidenmann
- 1964 : Toujours au-delà (Wartezimmer zum Jenseits) d'Alfred Vohrer